# HD 4622
HD 4622，又名BD-22 134，SAO 166585、HR 220，是一颗恒星，视星等为5.57，位于銀經114.55，銀緯-84.54，其B1900.0坐标为赤經0h 43m 4.1s，赤緯-22° -84.54′ 5″。